# نابة (تعز)
نابه هي إحدى قرى الجمهورية اليمنية. تتبع جغرافيا لمحافظة تعز وإداريًا لمديرية الشمايتين. يبلغ تعداد سكانها 1898 نسمة حسب الإحصاء الذي أجري عام 2004.